# Asterinella tecleae
Asterinella tecleae är en svampart som beskrevs av Doidge 1942. Asterinella tecleae ingår i släktet Asterinella och familjen Microthyriaceae.   Inga underarter finns listade i Catalogue of Life.